# مورتن هام
مورتن هام (بالدنماركية: Morten Hamm)‏ هو لاعب كرة قدم دنماركي، ولد في 4 أغسطس 1974 في كوبنهاغن في الدنمارك. لعب مع فيدوفري ونادي فيبورج.